# Эстетические взгляды ибн Хазма
Эстетические взгляды ибн Хазма соответствовали общей средневековой традиции интегрировать понятие красоты в различные ценности, например, в такую ценность, как божественная любовь или анимистическая ценность тоски по добру (al-khayar).
Понятие красоты, согласно, ибн Хазму, обладает несколькими аспектами:
- материальными;

- духовными;
- этичными.

Концепт красоты у ибн Хазма, в основном развивается в его теориях человеческой любви, с одной стороны, и морального поведения, с другой. Эти теории ибн Хазм развивает в двух известных трактатах: «Трактат о практической морали» («Treatise on Practical Morals», «Risala fi mudawat al-nufus») и «Ожерелье голубки, или Послание о любви и любящих» («The Necklace of the Dove», «Tawq al-hamama»). Стоит отметить, что в первом трактате рассматриваются проблемы этики, а во втором, в поэтическом виде, автор даёт онтологию чувственности. Оба произведения глубоко укоренены в реальном человеческом мире.
«Для философа захиритского мазхаба (zahiri), которым и является ибн Хазм, и который постигает Божественное только через буквальное толкование Корана и который не может объяснить это в ассоциативных или аналогичных терминах (ташбих), Божественная красота является чистой абстракцией. Следовательно, именно в пределах человеческой сферы красота может быть проанализирована, рассмотрена и объективизирована». Например, в пятой и шестой главах «Ожерелья голубки» Ибн Хазм пытается систематизировать и упорядочить атрибуты и свойства постигаемой красоты и представляет эту систему, как трёхуровневую иерархию: приятное (halawa), доброту (diqqa), или праведности (qawam). Среди них он определяет благородство (raw’a) и то, что он определяет, как возвышенное физическое качество красота сама по себе (al-husn). Благородство — это также живость и величие ума, поступков. Красота же не имеет в языке никакого другого имени, но единогласно принимается и понимается всеми, кто сталкивается с ней.
Эти атрибуты и качества соответствует объективной структуре красоты, осознанно воспринимаются и, опять же, находятся в режиме реального жизненного опыта. В этом смысле такая эстетическая концепция, связанная с понятием желания, следует учению Аристотеля, изложенному в его Риторике.
Визуальное восприятие и подчинённое процессу визуального созерцания, качества красоты провоцируют чувства сопереживания и любви. Для Ибн Хазма человеческим архетипом прекрасного человека, наделённого всеми лучшими свойствами красоты, является никто иной, как сам пророк Мухаммад.
Однако, помимо этих моделей и теоретических определений, на практике, между двумя возлюбленными красота находит своё полное завершение, своё высшее проявление. Эта идея представляет собой наиболее оригинальный аспект концепции эстетики Ибн Хазма. Красота воплощается в любимом человеке и относится к феномену любви самой по себе: красоте влюблённых и чувствам любви, с которыми ничто не сравнится ни в чудесах природы, ни в великолепии искусства. Это иллюстрирует очень поэтичный и яркий отрывок из «Ожерелья голубки», глава о Единении. Кроме того, он представляется особенно характерным для подхода Ибн Хазма к красоте.
«Ни растения, распускающиеся, когда выпадет роса, ни цветы, расцветающие, когда прорвутся облака в час предрассветный, ни журчание воды, что пробирается ко всевозможным цветам, ни великолепие белых дворцов, окруженных зелеными садами, — ничто из этого не более прекрасно, чем сближение с любимой, качества которой угодны Аллаху, свойства которой достохвальны, черты которой соответствуют одна другой по красоте. Поистине, делает это слабым язык речистых и бессильно тут красноречие умеющих говорить; восхищается этим разум и восторгаются умы».
«В этом Нижнем, дольнем, мире идеал красоты лежит, как мы видим, в человеческой сфере, а не в природной». Тем не менее, хоть красота и воплощена в живое, физическое тело, его отнюдь не ограничивает спектр физических качеств. Несмотря на свою неоспоримую привлекательность, эти качества довольно эфемерны и могут скрывать отрицательные качества, в то время, как истинная красота состоит из совокупности нравственных, духовных, интеллектуальных и даже физических характеристик, которые сами формируются в некое совершенное существо. Любить кого-либо, наделённого такой истинной красотой допустимо и более того, даже желательно, но только в той мере, в какой это позволяет страсть, контролируемая разумом и принципами умеренности, честности, баланса и других этических идеалов. !Эстетика любви должна осуществить необходимое условие, по словам Ибн Хазма, «понимание и познание разницы между добром и злом, вера в истину, открытую Богом»".
Таким образом, посвящение себя созерцанию возлюбленного становится наслаждением, то есть созерцание этой красоты в той мере, в которой она создаёт гармонию физических данных и души. Это то, что ибн Хазм называет «Его образом». Этот образ — своего рода проявление, как видимых, так и невидимых качеств, физических и умственных свойств.
«По мнению Ибн Хазма, если человека привлекают только пропорциональные материальные формы (al-suwar al-badi’a al-tarkib) и красивые лица (al-wujuh al-badi’a), то красота, которую он воспринимает, может быть связана с порочностью, злом и беспорядком. Ибо нравственная целостность и познавательные способности должны доминировать над чувственными желаниями, которые стимулируют прекрасные материальные формы». С точки зрения Ибн Хазма, уродство, в отличие от истинной красоты, соотносится c безнравственностью, неконтролируемыми инстинктами и незнанием религиозной истины.
Итак, можно сделать вывод, что эстетическая концепция этого андалузского мыслителя основывается на строгой этике, неотделимой от божественного откровения и главенстве разума над страстью и воображением. Однако, понятие красоты тесно связывается с земным бытием, это понятие имеет глубоко человеческий характер, особенно как мотивация союза любви понимаемая, как конечная эстетическая цель, осуществление которой возможно только через Божественную благодать. Очевидно, что наслаждение прекрасным, которое происходит в этих чётко определённых условиях и через восприятие чувств, может впоследствии уступить, для тех, кто наиболее интеллектуально и духовно склонен внутреннему восприятию высшей, Божественной красоты.